# Tour d'Alsàcia
El Tour d'Alsàcia (en francès Tour Alsace) és una cursa ciclista per etapes que es disputa anualment a Alsàcia, França, durant el mes de juliol o agost. La primera edició es disputà el 2004, sent reservada a ciclistes amateurs fins al 2006. Des del 2007 la cursa forma part de l'UCI Europa Tour, amb una categoria 2.2.

## Palmarès
| Any  | Vencedor               | Segon                 | Tercer              |
| ---- | ---------------------- | --------------------- | ------------------- |
| 2004 | Stéphan Ravaleu        | Jérôme Chevalier      | Olivier Grammaire   |
| 2005 | Alexandr Sabalin       | Thijs Zonneveld       | Julien Guiborel     |
| 2006 | Johannes Fröhlinger    | Alexandru Pliușchin   | Nicolas Reynaud     |
| 2007 | Benoît Luminet         | Paul Moucheraud       | Giuseppe Ribolzi    |
| 2008 | Robert Bengsch         | Hannes Blank          | Steve Houanard      |
| 2009 | Simon Zahner           | Lubomir Petrus        | Frederik Wilmann    |
| 2010 | Wilco Kelderman        | Hubert Schwab         | Nicolas Edet        |
| 2011 | Thibaut Pinot          | Stian Remme           | Nikita Novikov      |
| 2012 | Jonathan Tiernan-Locke | Alexandru Pliușchin   | Warren Barguil      |
| 2013 | Silvio Herklotz        | Fernando Orjuela      | Philipp Walsleben   |
| 2014 | Karel Hník             | Jack Haig             | Jan Hirt            |
| 2015 | Vegard Stake Laengen   | Sam Oomen             | Bjørn Tore Hoem     |
| 2016 | Maximilian Schachmann  | Scott Davies          | Kilian Frankiny     |
| 2017 | Lucas Hamilton         | Carl Fredrik Hagen    | Brandon McNulty     |
| 2018 | Geoffrey Bouchard      | Marc Hirschi          | Brandon McNulty     |
| 2019 | Thomas Pidcock         | Michal Schlegel       | Jimmy Janssens      |
| 2020 | No disputat            | No disputat           | No disputat         |
| 2021 | José Félix Parra       | Sébastien Reichenbach | Leon Heinschke      |
| 2022 | Finlay Pickering       | Lennert Van Eetvelt   | Roland Thalmann     |
| 2023 | Sebastian Berwick      | Mathys Rondel         | Frank van den Broek |
| 2024 | Joris Delbove          | Colby Simmons         | Jørgen Nordhagen    |
| 2025 | Markel Beloki          | Kamiel Eeman          | Axel Mariault       |